# San Pietro Mosezzo
San Pietro Mosezzo é uma comuna italiana da região do Piemonte, província de Novara, com cerca de 1.737 habitantes. Estende-se por uma área de 34 km², tendo uma densidade populacional de 51 hab/km². Faz fronteira com Biandrate, Briona, Caltignaga, Casaleggio Novara, Casalino, Novara, Vicolungo.

## Demografia
| Variação demográfica do município entre 1861 e 2011                               |
|                                                                                   |
| Fonte: Istituto Nazionale di Statistica (ISTAT) - Elaboração gráfica da Wikipedia |